# Martin Skovmand
Martin Skovmand (født 1969) er en dansk journalist.
Skovmand blev uddannet journalist fra Danmarks Journalisthøjskole i 1999 og Master of Science in Journalism fra Columbia University i New York i 2000. Han blev derefter ansat ved bl.a. DR2's Deadline, P1 Debat og TV 2/Sporten. Siden 24. november 2008 har han været særlig rådgiver i Kulturministeriet.